# Tre dagar för Condor
Tre dagar för Condor (engelska Three Days of the Condor) är en amerikansk thriller från 1975 som är regisserad av Sydney Pollack med Robert Redford i huvudrollen som The Condor. Filmen hade Sverigepremiär den 21 december 1975.

## Handling
Joseph Turner jobbar som agent åt CIA och sammanställer viktig information åt dem. När han en dag återvänder till kontoret, efter att ha varit ute och handlat lunchmat till sina arbetskamrater, upptäcker han att de alla har blivit dödade. När han ringer till sina överordnade och berättar om det inträffade, får han order om att lämna sin arbetsplats och att undvika kända platser inklusive sitt hem medan han inväntar hjälp. När han i stället utsätts för ett mordförsök kidnappar han en ung kvinna och använder henne för att gömma sig hos henne. Där försöker han komma på vad som har hänt och varför han har blivit utsatt för ett mordförsök och nu lever i livsfara.

## Om filmen
Filmen, som är baserad på romanen Six days of the Condor av James Grady och som är regisserad av Sydney Pollack, är inspelad i Brooklyn och Manhattan i New York, Hoboken i New Jersey, Arlington i Virginia samt i Washington D.C.

## Rollista (i urval)
- Robert Redford – Joseph Turner, aka The Condor
- Faye Dunaway – Kathy Hale
- Cliff Robertson – J. Higgins
- Max von Sydow – G. Joubert
- John Houseman – Mr. Wabash
- Addison Powell – Leonard Atwood
- Walter McGinn – Sam Barber
- Tina Chen – Janice Chon
- Michael Kane – S.W. Wicks